# 劉峰松
劉峰松（1941年—）台湾彰化县人，台湾政治人物、藏书家、历史学家。

## 生平
劉峰松出身基層公務員家庭，父亲是基層警員。劉峰松於1941年出生於臺灣彰化。1953年畢業於員林國小，1968年畢業於臺中師專夜間部。同年觀護人高考及格。劉峰松曾任國小和國中教師、台北地方法院觀護人等职务。
劉峰松支持争取民主自由，追求台獨。1973年，劉峰松參選員林鎮長失敗。1977年，登記參選省議員。1980年，劉峰松為替美麗島事件入狱的黨外人士講公道話，1981年參加國民大会代表選舉，落选之後，被中國國民黨當局以「煽惑內亂」的不實罪名判处有期徒刑三年半，劉峰松獲得謝長廷律師義務出任辯護律師。1981年3月9日劉峰松入獄，1984年7月27日出獄。劉峰松入狱後，妻子翁金珠代夫參選，兩次參選台湾省議員都落選。与劉峰松同期因竞选言论而被判刑的还有张春男。
1986年，黨外人士在圓山飯店召開会议，宣布成立民主進步黨，江鵬堅当選黨主席，113名創黨党员中包括劉峰松、翁金珠夫妇在內。1986年底，第一屆增額國民大会代表選舉，翁金珠為不讓彰化縣選舉缺席，遂趕辦登記、第三度参加各类选战，以七萬八千二百五十三票當選，成為彰化縣第一席當選民意代表的民主進步黨黨員。
劉峰松任職台北地方法院觀護人時，见警總人员在各舊書攤沒收禁書後燒毀，便在下班後经常到各地舊書攤，希望赶在警總沒收前搶救图书。到2012年，劉峰松已收藏數萬件文獻，成為張良澤教授之外的第二大文獻收藏家，藏書已经捐贈给半線文教基金會，成立「台灣文化資料中心」加以收藏。
2002年到2006年，劉峰松任國史館臺灣文獻館馆长。自台灣文獻館退休後，劉峰松開設「泰瑞薩」婚介平台，為會員寫有数千篇推薦詞以及数百篇文章，出版多本有關婚姻的書。

## 著作
- 劉峰松，《獄中的呼聲》，1981年。
- 劉峰松，《黑獄螢光》，1984年。
- 劉峰松，《臺灣動物史話》，1984年。
- 劉峰松，《臺灣的黑暗時代》，1986年。
- 李筱峰、刘峰松，《台湾历史阅览》，自立晚报文化出版部，1994年

## 家庭
- 妻：前彰化縣縣長翁金珠，育有二男一女。

## 其他
- 劉峰松在國代選舉中被以「內亂罪」審判，當時檢察官的理由是因為他在宣傳車廣播「同胞們起來吧，一二三，打倒獨裁政權」而被以觸犯內亂罪起訴。辯護時，劉峰松的辯護律師謝長廷對檢察官表示「獨裁政權」又沒有講是誰，檢察官卻說：「就是要打倒國民黨，很清楚」。引起謝長廷反問檢察官「你認為國民黨是獨裁政權嗎？」[4]:139-140